# Ходот, Владимир Владимирович
Влади́мир Влади́мирович Хо́дот (28 февраля 1905, Петергоф, Санкт-Петербургская губерния — 2000, Москва) — советский и российский учёный, горный инженер, доктор технических наук, профессор, основоположник научных школ в области рудничной аэрологии, предупреждению внезапных выбросов угля и газа в угольных шахтах и горноспасательного дела.

## Биография
Родился 28 февраля 1905 года в Петергофе Санкт-Петербургской губернии.
После окончания трудовой школы работал чертёжником.
С 1920 года учился в Ленинградской консерватории (ныне — Санкт-Петербургская государственная консерватория имени Н. А. Римского-Корсакова), в Ленинградском университете (ныне — Санкт-Петербургский государственный университет), преподавал в школе, работал электросварщиком на заводе.
В 1925 году поступил на 2-й курс Азербайджанского индустриального университета, который окончил в 1930 году.
В 1931 году поступил на работу в Московский горный институт (сейчас — Горный институт НИТУ «МИСиС») на кафедру вентиляции и спецкурсов в качестве лаборанта.
До 1946 года работал старшим научным сотрудником, заведующим сектором противохимической защиты и начальником полигона Центральной химической лаборатории в системе Местной противовоздушной обороны.
В 1951 года перешёл на работу в Институт горного дела Академии наук СССР, где во исполнение Постановления Совета Министров СССР организовал лабораторию внезапных выбросов угля и газа в угольных шахтах. Являлся учеником и последователем академика А. А. Скочинского.
В 1959 году защитил диссертацию на соискание учёной степени доктора технических наук по теме: «Анализ условий возникновения внезапных выбросов угля и газа».
В 1962 году решением ВАК ему было присвоено учёное звание профессора.
Оставался бессменным руководителем лаборатории внезапных выбросов угля и газа Института горного дела имени А. А. Скочинского вплоть до перехода на работу старшим научным сотрудником-консультантом того же института.
На протяжении многих лет руководил Центральной комиссией по внезапным выбросам угля и газа.
Умер в 2000 году в Москве.

## Научный вклад
Является крупным учёным в области рудничной аэрологии и безопасности горных работ.
Выполнил ряд фундаментальных исследований в области теории газодинамических явлений в шахтах. В частности, под его руководством была разработана энергетическая теория внезапных выбросов угля и газа, которая дала возможность выбора локальных средств предупреждения, прогноза и борьбы с этим опасным явлением в угольных шахтах.
В. В. Ходот является одним из создателей новых экспериментальных методов исследования коллекторских и механических свойств угольных пластов. На основании проведенных им исследований была сформулирована теория фильтрации газа в угольных пластах, кинетики и динамики сорбционных процессов.
Автор более 120 печатных научных трудов, в том числе основополагающих монографий по горноспасательному делу, рудничному респираторостроению и внезапным выбросам угля и газа.
Труды В. В. Ходота широко известны не только в России, но и за рубежом и переведены на многие языки мира.
Под его научным руководством подготовлено 10 кандидатов технических наук.

### Основные научные труды
- Ходот, Владимир Владимирович. Горноспасательное дело. — М. ; Л. : Углетехиздат, 1951. — 432 с., 1 л. черт. : ил.
- Ходот, Владимир Владимирович. Рудничные респираторы. — М. ; Л. : изд. и тип. № 3 Углетехиздата в Л., 1948. — 328 с. : ил.
- Ходот, Владимир Владимирович. Внезапные выбросы угля и газа. — М. : Госгортехиздат, 1961. — 363 с. : черт.

## Награды
Награждён орденами Трудового Красного Знамени и «Знак Почёта», медалями.
Кавалер отраслевых наград Знак «Трудовая слава» и Знак «Шахтёрская слава» III степени.